# Хойцерт
Хойцерт (нем. Heuzert) — община в Германии, в земле Рейнланд-Пфальц. 
Входит в состав района Вестервальд. Подчиняется управлению Хахенбург.  Население составляет 133 человека (на 31 декабря 2010 года). Занимает площадь 2,13 км².